# Klockskärsbådan
Klockskärsbådan är en ö i Finland. Den ligger i Finska viken och i kommunen Hangö i den ekonomiska regionen  Raseborg i landskapet Nyland, i den sydvästra delen av landet. Ön ligger omkring 110 kilometer väster om Helsingfors.
Öns area är 0,4 hektar och dess största längd är 110 meter i nord-sydlig riktning. Närmaste större samhälle är Hangö, 5,8 km nordväst om Klockskärsbådan.